# Género celestinesco
El género celestinesco, también llamado por Marcelino Menéndez Pelayo y Manuel Criado de Val celestinesca o más extensamente literatura celestinesca, nacido de la comedia humanística, agrupa una serie de imitaciones, adaptaciones, continuaciones y refundiciones de las dos versiones de La Celestina de Fernando de Rojas (¿1499 y 1502?) y un anónimo autor desde comienzos del siglo XVI a principios del siglo XVII.

## Rasgos y orígenes
Francisco Márquez Villanueva lo considera solo una temática (Orígenes y sociología del tema celestinesco, 1993). Pero para Marcelino Menéndez Pelayo (Orígenes de la novela, 1905-1915) y María Rosa Lida de Malkiel (La originalidad artística de «La Celestina», 1962) se trata de un género híbrido entre la tragedia y la comedia (tragicomedia) que desborda el de la comedia humanística, dialogado pero irrepresentable a causa de su extensión, por lo que casi se puede considerar narrativo, así como de un realismo crudamente naturalista y personajes prostibularios. Para el hispanista Keith Whinnom sí es un género, cuyas raíces más remotas son la comedia nueva griega y la comedia latina de Plauto y Terencio, de las que deriva la comedia humanística italiana en latín y lengua vernácula de los siglos XV y XVI, un género que se amplió en Europa y que es tan vario que solo con sonrojo se puede llamar género. Entre los influjos más directos pueden citarse el Pamphilus de amore, la Poliscena, la Margarita poetica de Albrecht von Eybt y quizás la Philogenia de Ugolini Pisani.

## Imitaciones en prosa
- Pedro Manuel Ximénez de Urrea, Penitencia de amor, Burgos: Fadrique Alemán, 1514.
- La Comedia Thebayda, con la Seraphina y la Hypólita, Valencia: Jorge Costilla, 1521.
- Francisco Delicado, Retrato de la loçana andaluza, Venecia, 1528.
- Jorge Ferreira de Vasconcelos, Comedia Eufrosina, Coímbra, 1555
- Pedro Hurtado de la Vera, La dolería del sueño del mundo, Amberes: Juan Steelsio, 1572.
- Alfonso Velázquez de Velasco, La lena o El celoso. Milán: Herederos de Pacifico Poncio et Iuan Bautista Picalia, 1602.
- Félix Lope de Vega, La Dorotea, 1632.

## Imitaciones en verso
- Rodrigo de Reinosa, Coplas de las comadres, Burgos, Fadrique de Basilea, 1515-1517 o Alonso de Melgar, 1518.
- Comedia Hipólita, Valencia: Jorge Costilla, 1521
- Joaquín Romero de Cepeda, "Comedia Salvaje", en Obras de Ioachim Romero de Cepeda, Sevilla: Andrea Pescioni, 1582
- Agustín de Salazar y Torres y sor Juana Inés de la Cruz, La segunda Celestina
- Pedro Calderón de la Barca, La Celestina (perdida)

## Adaptaciones en verso
- Pedro Manuel Ximénez de Urrea, "Égloga de la Tragicomedia de Calisto y Melibea", en Cancionero, Logroño: Arnau Guillén de Brocar, 1513.
- Romance nuevamente hecho de Calisto y Melibea que trata de todos sus amores y las desastradas muertes suyas y de la muerte de sus criados Sempronio y Pármeno y de la muerte de aquella desastrada muger Celestina intercesora en sus amores, Sevilla: Jacobo Cromberger, 1513
- Juan Sedeño, Tragicomedia de Calisto y Melibea, nuevamente trobada y sacada de prosa en metro castellano.

## Continuaciones
- Feliciano de Silva, Segunda Celestina Medina del Campo: Pedro de Mercado, 1534.
- Gaspar Gómez de Toledo, Tercera parte de la comedia de Celestina, Medina del Campo, 1536.
- Sancho de Muñón, Tragicomeia de Lisandro y Roselia llamada Elicia y por otro nombre quarta obra y tercera Celestina, Salamanca: [Juan de Junta], 1542.
- Sebastián Fernández, Tragedia Poliziana, Medina del Campo: Pedro de Castro (a costa de Diego López, vecino de Toledo), 1547.
- Juan Rodríguez Florián, Comedia Florinea, Medina del Campo: Guillermo de Millis, 1554.
- Alonso de Villegas, Comedia llamada Selvagia, Toledo: Ioan Ferrer, 1554.
- Tragicomedia de Polidoro y Casandrina, Ms. Biblioteca de Palacio, sign. II. 1591